# 弗蘭克·O·霍頓
弗蘭克·奧格爾維·霍頓（英語：Frank Ogilvie Horton；1882年10月18日—1948年10月17日），是一位美國共和黨的政治人物，曾在1939年至1941年期間擔任美國眾議院懷俄明州單一國會選區代表眾議員。

## 生涯
1903年，霍頓在芝加哥大學畢業，美西戰爭中他是1898年艾奧瓦州第五十團C連的士兵；後他在1905年移居到懷俄明州瑟德斯廷及從事畜牧業。自1921年至1923年，他擔任懷俄明州眾議院議員，又在1923年至1931年擔任懷俄明州參議院，當中於1931年更成為了參議院議長。
霍頓是1928年到1936年共和黨全國代表大會的其中一名代表，也是1937年至1948年共和黨全國委員會委員。他以共和黨議員身份在第七十六屆美國國會服務，但在1940年的第七十七屆國會連任失敗。自此之後，他回到瑟德斯廷經營牧場。
1948年，霍頓在懷俄明州謝里登逝世，安葬在水牛楊柳樹叢公墓。